# Singapore Community Shield 2020
Der Singapore Community Shield 2020 war die 13. offizielle Ausspielung des Wettbewerbs und wurde am 22. Februar 2020 zwischen dem singapurischen Vizemeister und Pokalsieger Tampines Rovers sowie dem Drittplatzierten der Singapore Premier League Hougang United ausgetragen. Die Tampines Rovers gewannen das Spiel 3:0.

## Spielstatistik
| Paarung         | Tampines Rovers – Hougang United |
| Ergebnis        | 3:0 (0:0) |
| Datum           | 22. Februar 2020 um 17:00 Uhr |
| Stadion         | Jalan Besar Stadium, Jalan Besar, Kallang |
| Schiedsrichter  | Ahmad A'Qashah |
| Tore            | 1:0 Irwan Shah (56.) 2:0 Boris Kopitović (64.) 3:0 Jordan Webb (70.) |
| Tampines Rovers | Syazwan Buhari – Irwan Shah, Amirul Adli (49. Madhu Mohana), Syahrul Sazali, Yasir Hanapi (83. Taufik Suparno), Jordan Webb, Kyōga Nakamura, Zehrudin Mehmedović, Shah Shahiran, Joel Chew (68. Shannon Stephen), Boris Kopitović Cheftrainer: Gavin Lee                               |
| Hougang United  | Khairulhin Khalid – Zachary Anderson, Faiz Salleh, Anders Aplin, Jordan Nicolas Vestering, Farhan Zulkifli (75. Fabian Kwok), Shahfiq Ghani, Muhaimin Suhaimi (68. Sahil Suhaimi), Charlie Machell, Nikesh Singh Sidhu (62. Afiq Noor), Shawal Anuar Cheftrainer: Clement Teo ( Japan) |
| Gelbe Karten    | Kyōga Nakamura (34.), Jordan Webb (80.), Syazwan Buhari (90.) – Shawal Anuar (42.), Jordan Nicolas Vestering (48.), Anders Aplin (81.), Afiq Noor (86.) |
| Platzverweise   | Jordan Webb (80.) – keine |

### Auswechselspieler
| Auswechselspieler | Auswechselspieler |
| --- | --- |
| Tampines Rovers | Hougang United |
| - Madhu Mohana ▲ (49.) - Shannon Stephen ▲ (68.) - Taufik Suparno ▲ (83.) - Zulfairuuz Rudy - Safirul Sulaiman - Hamizan Hisham - Danish Siregar | - Afiq Noor ▲ (62.) - Sahil Suhaimi ▲ (68.) - Fabian Kwok ▲ (75.) - Heng How Meng - Hafiz Abu Sujad - Alif Iskandar - Daniel Martens |